# Nautilus (foto)

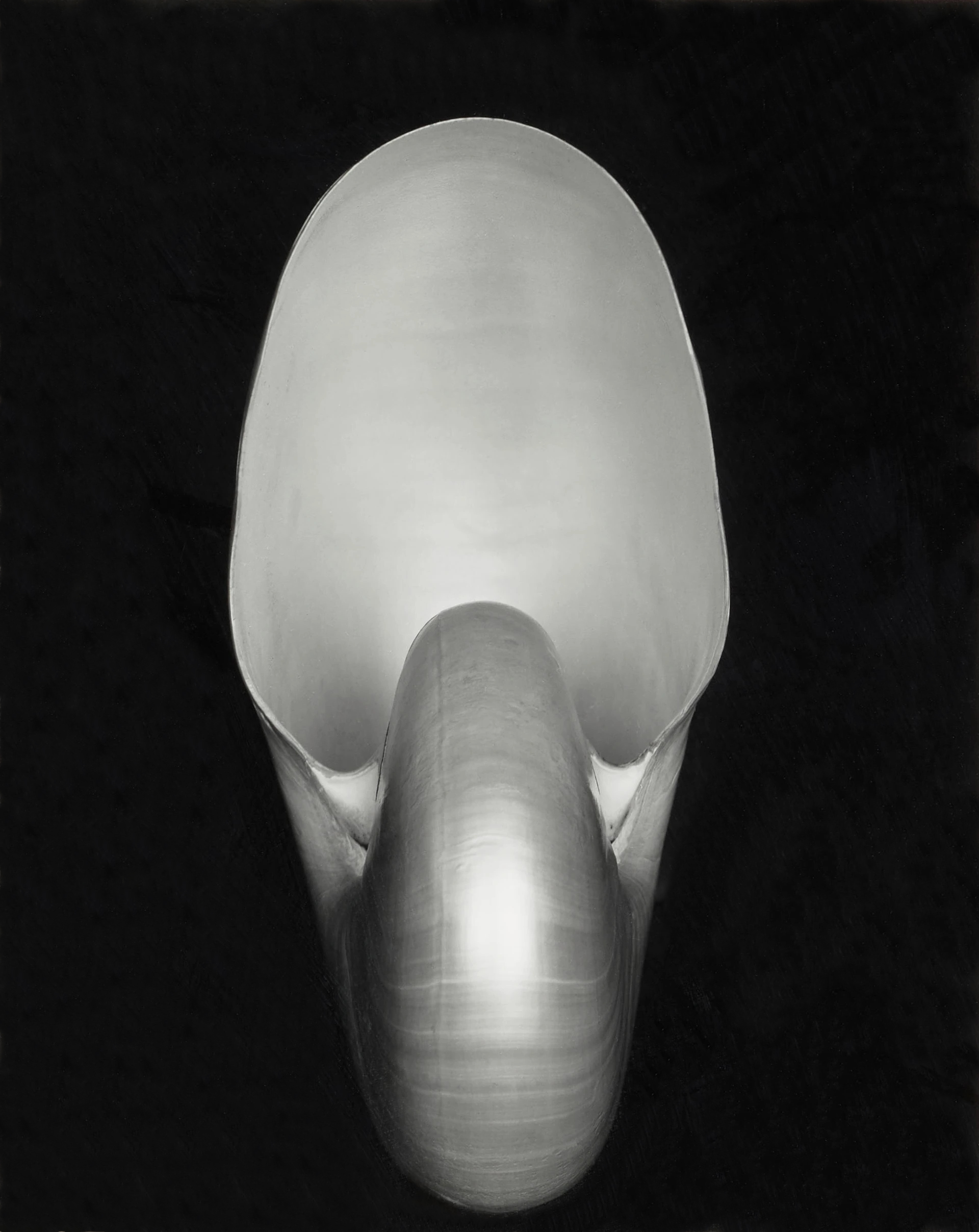
Nautilus, fotografia de uma concha de nautilus por Edward Weston, 1927. A publicação ocorreu em 1927, quando pelo menos uma impressão da fotografia foi colocada à venda nas East West Galleries em San Francisco, de acordo com a lista de leilões da Sotheby's.

Nautilus é uma foto em preto e branco, tirada por Edward Weston em 1927, de uma única concha de nautilus erguida contra um fundo escuro. Foi chamada de "uma das fotos mais famosas já feitas" e "uma referência do modernismo na história da fotografia".

## Inspiração
Em fevereiro de 1927, Weston visitou o estúdio da artista local Henrietta Shore e notou várias pinturas que ela havia feito de conchas do mar. Sabe-se que apenas uma dessas pinturas ainda existe (em janeiro de 2011), e mostra um náutilo austero e solitário em um campo escuro, não muito diferente das fotografias resultantes de Weston. Weston deixou claro em seus escritos que as pinturas tiveram um efeito profundo sobre ele.